# Cittadella di Besançon
La cittadella di Besançon è una fortezza che domina la città di Besançon, capoluogo della regione francese della Borgogna-Franca Contea. Si tratta di uno dei capolavori di Sébastien Le Prestre de Vauban, ingegnere militare del re Luigi XIV. La struttura è classificata come monumento storico (con tre decreti: uno nel 1942 e due nel 1944) e Patrimonio dell'umanità all'interno della rete delle fortificazioni di Vauban, dal luglio del 2008.
La prima pietra della cittadella fu posata sul mont Saint-Étienne il 29 settembre 1668, quando la città era possedimento spagnolo. Il trattato di Nimega, firmato il 10 agosto 1678, unì definitivamente la città e la sua regione al regno di Francia: Luigi XV decise quindi di fare di Besançon uno dei principali nodi del sistema difensivo dell'est del paese, affidando a Vauban il completamento dell'opera, tra 1678 e 1711.
La cittadella di Besançon è oggi il simbolo della città e importante attrazione turistica per la regione, di cui è il monumento più visitato. Ospita lo Spazio Vauban, un museo della Resistenza e della deportazione, un museo etnologico, il servizio regionale di archeologia, uno zoo, giardini botanici e altri servizi.